# Zina Modiano
Zina Modiano est une réalisatrice française née à Paris en 1974.

## Biographie
Fille de Patrick Modiano et de Dominique Zehrfuss, Zina Modiano est réalisatrice, scénariste et dessinatrice. Elle a également publié en 2003 un livre pour enfants, Le Chien mythomane.
Son prénom a été choisi en hommage à Zina Rachevsky.

## Filmographie
- 1999 : En face (court métrage, coréalisateur : Mehdi Ben Attia)[3]
- 2005 : Mille soleils (court métrage)
- 2006 : La Vie privée